# 斯尔江·托合提木拉提
斯尔江·托合提木拉提（Сыржан Тоқтымұрат 1977年—），新疆乌鲁木齐人，哈萨克族，中华人民共和国政治人物、第十二届全国人民代表大会新疆地区代表。
毕业于华东石油大学石油工程专业。2013年，担任全国人大代表。